# Glen Buxton
Glen Edward Buxton (10. november 1947 – 19. oktober 1997) var en amerikansk musiker, nok bedst kendt som guitarist i det oprindelige Alice Cooper.
Mens han gik på Cortez High School i Phoenix i 1964, debuterede han i bandet The Earwigs (Ørentvisterne), der var dannet af eleverne Dennis Dunaway og Vincent Furnier. De var populære og skiftede i 1965 navn til The Spiders og i 1967 til The Nazz. I 1968 skiftede bandet endnu en gang navn. Denne gang var det for at undgå juridiske problemer med et andet band ved navn Nazz, og bandet besluttede at kalde sig Alice Cooper.
Buxton var med til at lave klassiske Alice Cooper-sange såsom "School's Out", "I'm Eighteen", "Elected" og "10 Minutes Before the Worm." Han bliver krediteret som lead guitarist på syv Alice Cooper-albums. Gennem 70-erne og 80-erne holdt Buxton lav profil, og spillede kun små job med ukendte bands som Shrapnel og Virgin.
I 1990-erne boede Buxton på en gård nær Clarion i Iowa, og her spillede han med lokale musikere. Få uger før sin 50 års fødselsdag døde han af lungebetændelse på et hospital i Mason City. Kort forinden havde han tilbragt tid med sine gamle bandkammerater: Vincent Furnier, Dennis Dunaway, Michael Bruce og Neal Smith.